# 2024年共和党全国大会
2024年共和党全国大会（2024ねんきょうわとうぜんこくたいかい、英語: 2024 Republican National Convention）は、2024年7月15日から18日までウィスコンシン州ミルウォーキーのファイサーブ・フォーラムで開催された共和党全国大会である。
大会初日の7月15日、共和党予備選挙に唯一残った候補者である前大統領ドナルド・トランプが2024年大統領選挙における共和党の大統領候補に指名された。

## 演説
2024年予備選挙でトランプに敗れた上院議員ティム・スコット、実業家ペリー・ジョンソン、実業家ヴィヴェック・ラマスワミ、元国連大使ニッキー・ヘイリー、フロリダ州知事ロン・デサンティス、ノースダコタ州知事ダグ・バーガムが演説者として登場した。さらに、2016年予備選挙でトランプに敗れた上院議員テッド・クルーズ、元住宅都市開発長官ベン・カーソン、上院議員マルコ・ルビオも演説に加わった。
トランプの長男ドナルド・トランプ・ジュニアや次男エリック・トランプ、エリックの妻ララ・トランプなどのトランプの家族のほか、モデルのアンバー・ローズ、政治コメンテーターのタッカー・カールソン、プロレスラーのハルク・ホーガン、総合格闘技団体UFC代表のダナ・ホワイト、リアリティ番組出演者のサヴァンナ・クリスリーといったセレブリティも演説のために登壇した。